# Ганічев Сергій Олексійович
Сергі́й Олексі́йович Га́нічев (26 серпня 1984, м. Кривий Ріг — 7 серпня 2014, с. Мар'янівка, Старобешівський район Донецька область) — український військовик, сержант, командир II стрілецького відділення 2-го стрілецького взводу 40-го БТрО «Кривбас» Сухопутних військ Збройних Сил України. Кавалер ордена «За мужність» III ступеня.

## Життєпис
Навчався Сергій Ганічев у Криворізькій загальноосвітній школі № 119. Закінчив «Державний інститут підготовки та перепідготовки кадрів промисловості» за спеціальністю інженер, механік металургійного обладнання. Працював на «АрселорМіттал Кривий Ріг» у цеху виробництва виливниць, обрубником.

### Обставини загибелі
В зоні АТО перебував з 7 червня 2014 року у Старобешевському районі Донецької області. 7 серпня 2014 року була передислокація 40 БТО до Іловайська. Ввечері відправились на бойове завдання в Степано-Кринки, а вночі потрапили в засаду. Працювали снайпери. Сергій Ганічев прикривав вогнем товаришів, сам не вийшов, бився до останнього, відводив противника за собою, дав можливість евакуювати поранених.
З 7 серпня 2014 року вважався зниклим безвісти, 20 серпня 2014 знайдений загиблим у зоні антитерористичної операції.
Поховали Сергія Олексійовича Ганічева на Алеї Слави Центрального цвинтаря. Залишились дружина Ірина і дочка.

## Вшанування пам'яті
- У Саксаганському районі Кривого Рогу 25 вересня о 10:00 на фасаді КЗШ № 119, у якій навчався Сергій, відкрито меморіальну таблицю в пам'ять про Сергія Ганічева[5]. Напис на дошці:

| У цій школі з 1991 до 1999 року навчався Ганічев Сергій Олексійович (26.08.1984 — 20.08.2014), сержант Збройних сил України, який загинув при виконанні військового обов'язку під час захисту територіальної цілісності та недоторканості України.[6] |
- Вшановується 7 серпня на щоденному ранковому церемоніалі вшанування захисників України, які загинули цього дня у різні роки внаслідок російської збройної агресії на Сході України.[7]
- його портрет розміщений на меморіалі «Стіна пам'яті полеглих за Україну» у Києві: секція 2, ряд 8, місце 18.

## Нагороди
- орден «За мужність» III ступеня (посмертно).[8]
- медаль УПЦ КП «За жертовність і любов до України» (посмертно)
- відзнака міста Кривий Ріг «За Заслуги перед містом» 3 ступеня (посмертно)
- відзнака 40-го батальйону «Мужність. Честь. Закон.» (посмертно)
- Іловайський Хрест (посмертно)